# Anders Backlund
Anders Backlund, född 1965, är professor i farmakognosi vid Institutionen för farmaceutisk biovetenskap vid Uppsala universitet.
Auktorsnamnet Backlund kan användas för Anders Backlund i samband med ett vetenskapligt namn inom botaniken; se Wikipediaartiklar som länkar till auktorsnamnet.